# Christopher Allport
Pour les articles homonymes, voir Allport.
Christopher Allport, né le 17 juin 1947 à Boston et mort le 24 janvier 2008, est un acteur américain.

## Biographie
Marié deux fois, il était le père de deux enfants (issus de mères différentes). Il a été tué en même temps que deux autres personnes dans une avalanche le 24 janvier 2008 en Californie.

## Filmographie

### Acteur

#### Cinéma
- 1974 : Enquête dans l'impossible de Frank Perry : Richie Tom Keating
- 1977 : The Lincoln Conspiracy : Michael O'Laughlin
- 1979 : Savage Weekend : Nicky
- 1981 : Circle of Power : Jack Nilsson
- 1981 : Réincarnations : George Le Moyne / Freddie
- 1985 : Police fédérale Los Angeles' de William Friedkin : Max Waxman
- 1986 : L'invasion vient de Mars de Tobe Hooper : Capitaine Curtis
- 1986 : Spiker : Newt Steinbech
- 1997 : Jack Frost de Michael Cooney
- 2000 : À la recherche de Kelly : Wade Johnson
- 2005 : Girl on a Bed : Gary
- 2008 : Garden Party de Jason Freeland : Jason Freeland

#### Télévision

##### Séries télévisées
- 1964 : Another World : Tim McGowan (1973-1974)
- 1965 : Des jours et des vies : Clark (1986)
- 1975 : Harry O : Wayne Hadley
- 1975 : MASH : Abbott
- 1978 : Barnaby Jones : Jeff McKnight
- 1979 : Madame Columbo : Telephone Man
- 1979-1980 : The Chisholms : Franz / Franz Schwarzenbachar
- 1980 : Côte ouest : Martin
- 1980 : Ladies' Man (en) : Charlie
- 1980 : Rumeurs de guerre : Van Cott
- 1982 : Cagney et Lacey : Charles Stephens
- 1983 : Bare Essence : Charles
- 1983 : The Mississippi : Taylor
- 1983 : Trapper John, M.D. (en) : Max Dobson
- 1984 : The Yellow Rose (en) : Ben Gilmore
- 1984-1985 : Hôpital St Elsewhere : Mr. Kent
- 1985 : La Cinquième Dimension : Richard Jordan (segment "Examination Day")
- 1985 : The Atlanta Child Murders : Larry Peterson
- 1986 : Harry Fox, le vieux renard : Endicott
- 1986 : Throb : Rick
- 1986-1994 : Arabesque : Maurice Delagre / Jim Harlan / Donald Granger
- 1987 : Rick Hunter : Jack Prewitt
- 1988 : China Beach : Elliott Endicott
- 1988 : Dynastie : Jesse Atkinson
- 1989 : Dans la chaleur de la nuit : D.A. Dutton / D.A. Myron Dutton
- 1989 : Jack Killian, l'homme au micro : Thomas Rayfield
- 1990 : Les Enquêtes de Christine Cromwell
- 1990 : Matlock : Nick Underwood
- 1990 : WIOU : David Natelson
- 1991 : Code Quantum : Alan Ripley
- 1992 : Docteur Doogie : Wally Goldstein
- 1992 : La loi est la loi : Al Grimes
- 1993 : Beverly Hills : Mel's Attorney
- 1993 : Queen : Union Officer
- 1993-1996 : Un drôle de shérif : Walter Mott / Michael Elyse
- 1994 : Diagnostic : Meurtre : Peter Murray
- 1994 : X-Files : Aux frontières du réel : Agent Jack Willis
- 1994-1996 : Les Dessous de Palm Beach : Dale Caldwell / Dr. Robbin Anthony
- 1996 : Kindred : Le Clan des maudits : Mr. Dugan
- 1997 : Le Caméléon : Lt. Cmdr. Chris Nashton
- 1997 : The Sentinel : Gerald Spalding
- 1997 : Walker, Texas Ranger : Tony Seville
- 1999 : Chicago Hope : La Vie à tout prix : Tony Dano
- 1999 : La Vie à cinq : Warner Cole
- 2000 : JAG : Judge Haden
- 2000 : Les Feux de l'amour : Gene Desmond
- 2001 : Invisible Man : Lawrence Odets
- 2001 : The Practice : Bobby Donnell & associés : Yates
- 2001-2002 : Felicity : Dominic Webb
- 2002 : Amy : Stan Wharton
- 2002 : For the People : Dean Cassidy
- 2002 : New York Police Blues : Dr. Olsen
- 2003 : Sept à la maison : Mr. Miller
- 2003 : Les Experts : Miami : Deke Conroy
- 2003 : Urgences : Mr. Strickland
- 2005 : NCIS : Enquêtes spéciales : Capt. Dan Karzin
- 2005-2006 : Commander in Chief de Rod Lurie : Secrétaire Francis
- 2006 : Shark : Larry Davis
- 2007 : FBI : Portés disparus : Herman Jarvis
- 2007 : Mad Men : Andrew Campbell
- 2008 : Brothers & Sisters : Governor Michael Bryant

##### Téléfilms
- 1973 : Manhattan poursuite : Richard Wilcox
- 1978 : And I Alone Survived : Craig Elder
- 1979 : And Baby Makes Six : Jeff Winston
- 1980 : City in Fear : Kenny Reiger
- 1980 : Love, Natalie : Peter Miller
- 1980 : Seizure: The Story of Kathy Morris : Larry
- 1981 : A Girl's Life : David Rudolph
- 1982 : Games Mother Never Taught You : Steve Clark
- 1983 : Special Bulletin : Steven Levitt
- 1983 : Who Will Love My Children? (en) : Kenneth Handy
- 1984 : Single Bars, Single Women : Max
- 1986 : News at Eleven : Gene Silas
- 1987 : Piège mortel : Lt. McMasters
- 1988 : David : Terry
- 1991 : Silverfox : Tom
- 1993 : Souvenir du Viêt-nam : Ralph Johnson
- 2006 : Toute une vie à s'aimer : Dr James Leroy

### Parolier

#### Séries télévisées
- 1992 : Docteur Doogie